# Ermita (kapell)

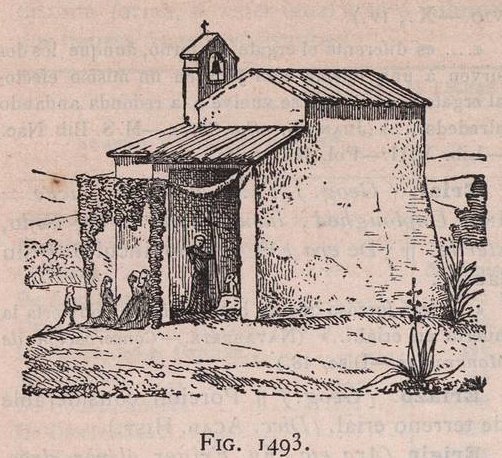
En ermita enligt Diccionario general de arquitectura e ingeniería (1877-1891)

En ermita är ett litet kapell, med ett altare och i allmänhet beläget i ett obefolkat område.

## Beskrivning
Ursprungligen var det en plats för bön och avskildhet som gjorde det möjligt för en munk eller eremit att utöva sin verksamhet i fred. Benämningen är relaterat till eremit. Senare utvidgades betydelsen till att omfatta kapell, kyrkor eller andra helgedomar, vanligtvis små, ofta belägna på landsbygden, och som inte har permanent gudstjänst. En ermita är uppförd till åminnelse för ett helgon och det är tradition att, på dagen då helgonet firas, hålla mässa och göra en pilgrimsvandring till ermitan samt hålla fest i omgivningen.
Det finns ermitas som ursprungligen byggdes i öde områden och som senare har omgivits av andra byggnader, men de behåller namnet ermita. Å andra sidan, finns det kyrkor som byggdes för församlingar och där det hölls regelbunden gudstjänst, men sedan, när omgivningen avfolkades, blev isolerade och har kommit att betraktas som ermitas.

## Bilder

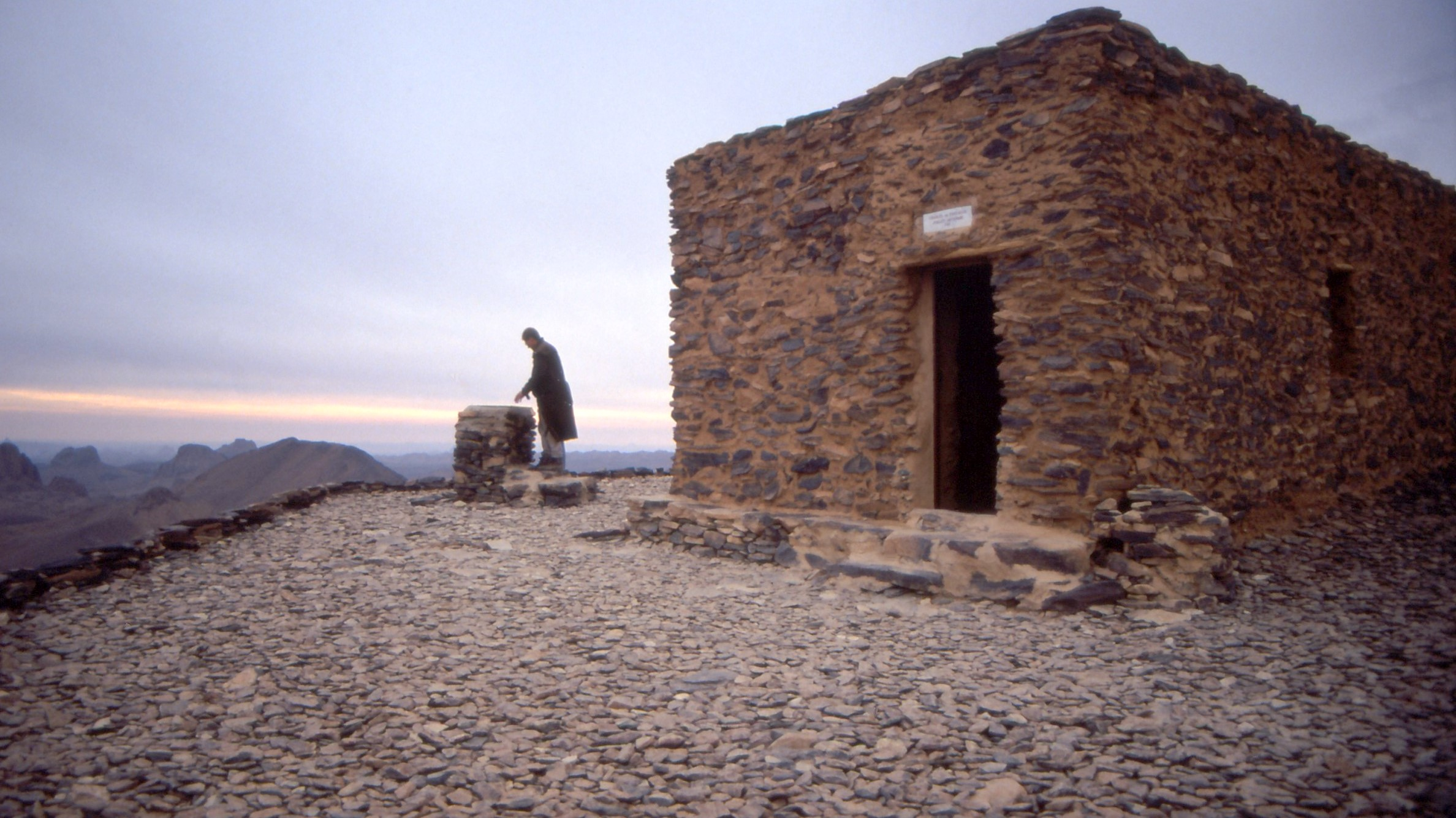
Ermita Charles de Foucauld, Hoggar-Gebirge, Algeriet
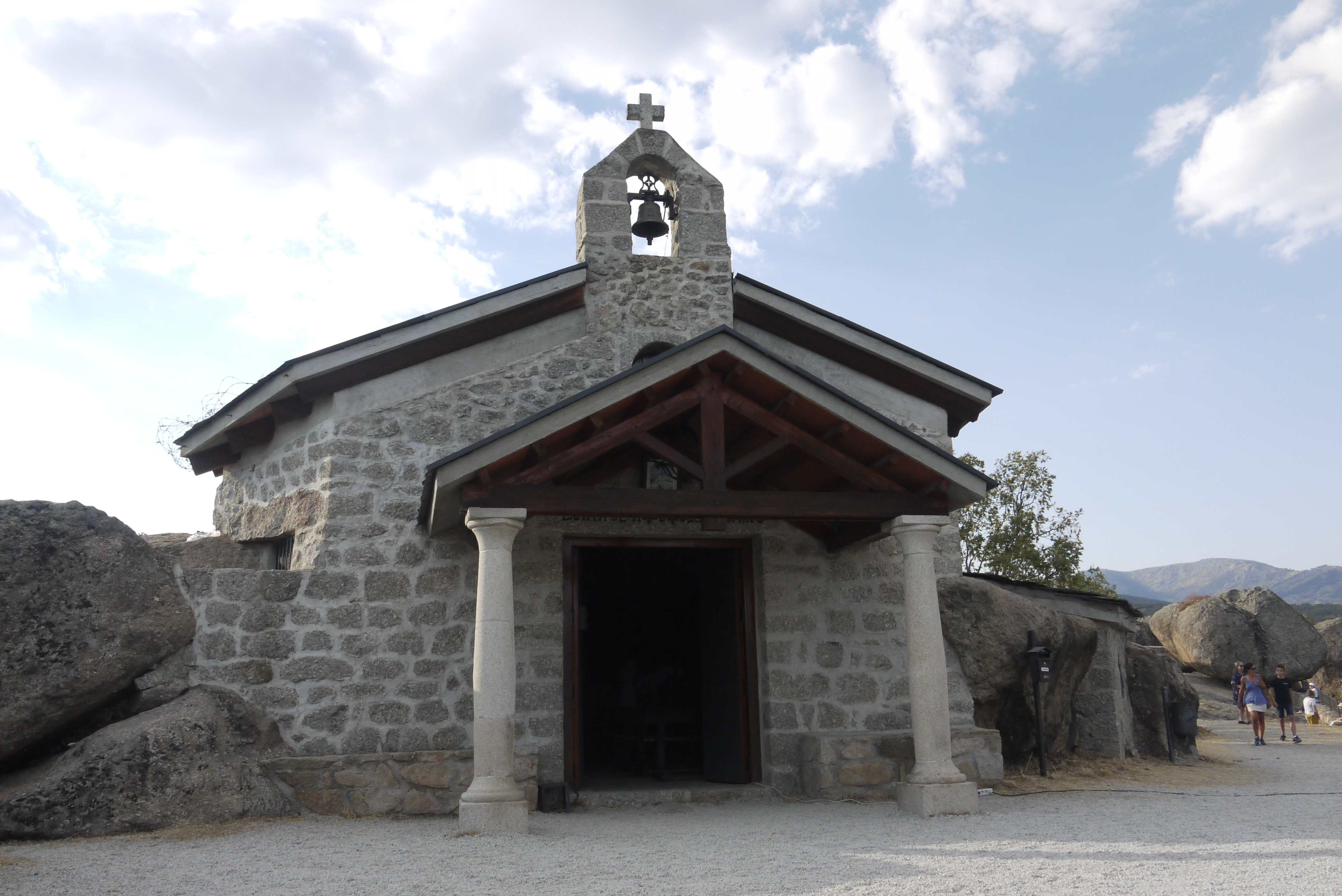
Ermita Virgen Rosario, Soto del Real, Spanien
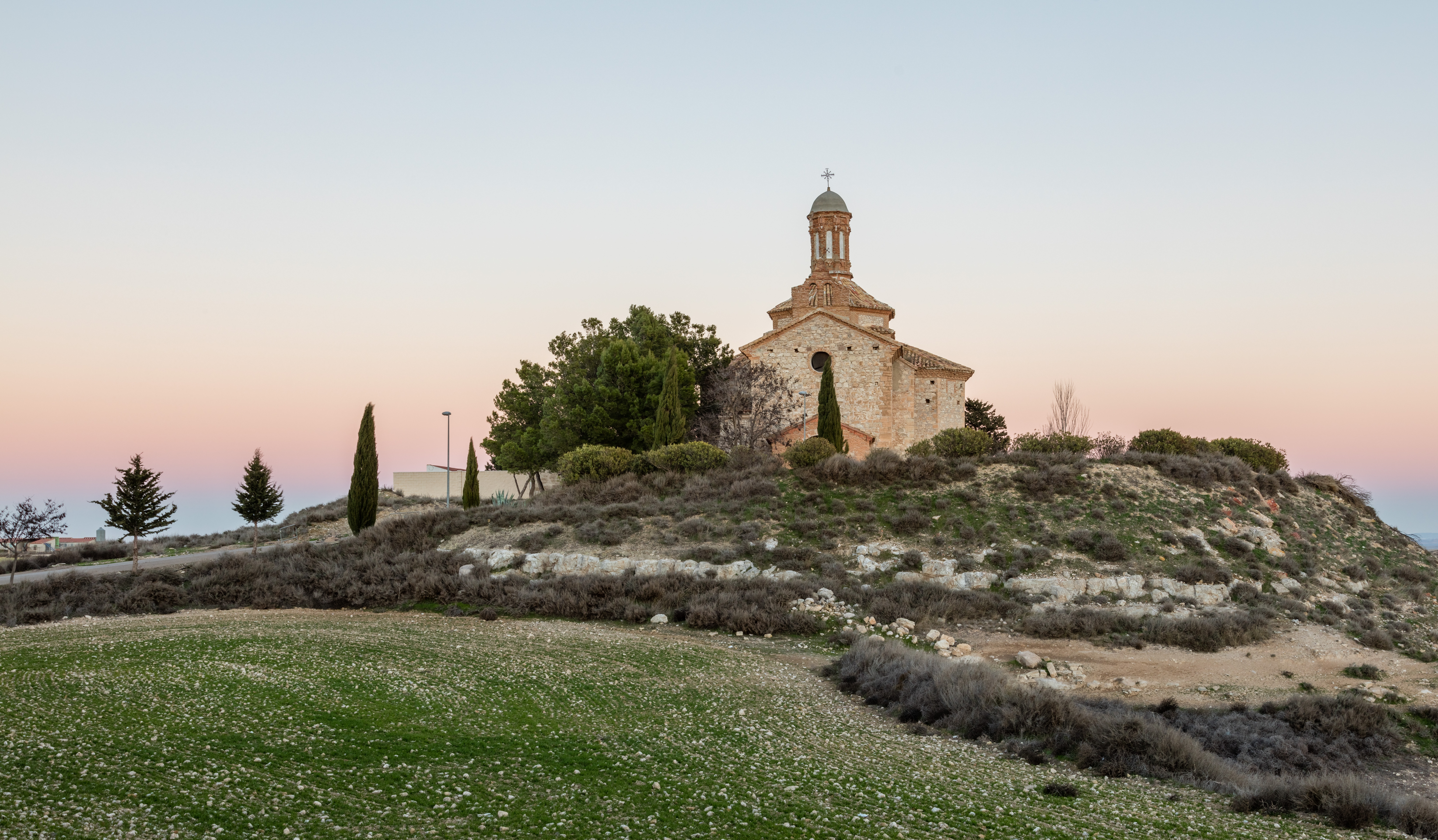
Ermita Santo Domingo, Zaragoza, Spanien